# Харин, Владимир Анатольевич
Владимир Анатольевич Харин (13 сентября 1964, Воронеж) — советский и российский футболист, выступавший на позиции нападающего, российский футбольный тренер. Сыграл 10 матчей в высшей лиге СССР.

## Биография
Воспитанник воронежской СДЮШОР № 15 «Буран», первый тренер — Николай Сергеевич Бегин, также тренировался под руководством Серафима Андронникова, Владимира Мануйлова, Короткова. С 1981 года выступал за дубль воронежского «Факела». В 1982 году сыграл 2 матча и забил один гол во второй лиге в составе воронежской «Стрелы», затем снова играл за дубль «Факела». В основном составе команды дебютировал в период её выступлений в высшей лиге — 14 апреля 1985 года в матче против одесского «Черноморца», выйдя на замену на 80-й минуте вместо Владимира Рожина. Всего в высшей лиге сыграл 10 матчей, из них только один матч отыграл полностью. По окончании сезона 1985 года покинул команду.
В 1986 году выступал за липецкий «Металлург», стал победителем зонального турнира второй лиги, а в матче Кубка СССР установил клубный рекорд, забив четыре гола в ворота майкопской «Дружбы» (6:2). Затем в течение трёх сезонов играл за воронежский «Буран» в соревнованиях коллективов физкультуры, а в 1990 году выступал с этой командой во второй низшей лиге. В 1991 году играл за тамбовский «Спартак».
После распада СССР выступал за команды второй лиги России — «Иргиз», «Спартак» (Анапа) и «Локомотив» (Лиски), забил в этом турнире более 120 голов. В составе «Локомотива» (Лиски) стал автором 104 голов в первенствах России. В «Иргизе» и «Локомотиве» был капитаном команды. Завершил спортивную карьеру в возрасте 36 лет.
После окончания карьеры работал тренером любительских коллективов Воронежской области, а также детским тренером в школе «Факела».